# Sitompul
Sitompul is een bestuurslaag in het regentschap Tapanuli Utara van de provincie Noord-Sumatra, Indonesië. Sitompul telt 1096 inwoners (volkstelling 2010).